# Lista över växtfamiljer efter ordning
Detta är en lista över växtfamiljer indelade i växtordningar. Klassificeringen för gömfröväxter följer Angiosperm Phylogeny Groups publicering APG II från 2003. Familjer inom hakparenteser med plustecken framför namnet är acceptabla monofyletiska alternativ. Ett exempel är Cabombaceae som antingen kan anses ingå i Nymphaeceae (närmaste familjen ovanför) eller vara en fristående systerfamilj till denna.

## Gömfröväxter(Angiospermae)

### Ej indelade
Amborellaceae
Chloranthaceae
Nymphaeaceae - näckrosväxter
[+Cabombaceae]

### Austrobaileyales
Austrobaileyaceae
Schisandraceae - fjärilsrankeväxter
[+Illiciaceae] - stjärnanisväxter
Trimeniaceae

#### Ceratophyllales
Ceratophyllaceae - särvväxter

#### Magnoliider

##### Canellales
Canellaceae - vitkanelväxter
Winteraceae - drimysväxter

##### Laurales
Atherospermataceae
Calycanthaceae - kryddbuskeväxter
Gomortegaceae
Hernandiaceae
Lauraceae - lagerväxter
Monimiaceae - boldoväxter
Siparunaceae

##### Magnoliales
Annonaceae - kirimojaväxter
Degeneriaceae
Eupomatiaceae
Himantandraceae
Magnoliaceae - magnoliaväxter
Myristicaceae - muskotväxter

##### Piperales
Aristolochiaceae - piprankeväxter
Hydnoraceae
Lactoridaceae
Piperaceae - pepparväxter
Saururaceae - ödlesvansväxter

### ENHJÄRTBLADIGA VÄXTER(Monocotyledonae, Monocoter)
Petrosaviaceae

#### Acorales
Acoraceae - kalmusväxter

##### Alismatales
Alismataceae - svaltingväxter
Aponogetonaceae - vattenaxväxter
Araceae - kallaväxter
Butomaceae - blomvassväxter
Cymodoceaceae
Hydrocharitaceae - dybladsväxter
Juncaginaceae - sältingväxter
Limnocharitaceae - nymfblommeväxter
Posidoniaceae
Potamogetonaceae - nateväxter
Ruppiaceae - natingväxter
Scheuchzeriaceae - kallgräsväxter
Tofieldiaceae - kärrliljeväxter
Zosteraceae - bandtångsväxter

##### Asparagales
Amaryllidaceae - amaryllisväxter
Asparagaceae - sparrisväxter
[+Agavaceae] - agaveväxter
[+Aphyllanthaceae]
[+Hesperocallidaceae]
[+Hyacinthaceae] - hyacintväxter
[+Laxmanniaceae] - trådliljeväxter
[+Ruscaceae] - stickmyrtenväxter
[+Themidaceae] - indianhyacintväxter
Asteliaceae
Blandfordiaceae -julliljeväxter
Boryaceae
Doryanthaceae - spjutliljeväxter
Hypoxidaceae - rosenblundsväxter
Iridaceae - irisväxter
Ixioliriaceae - bergliljeväxter
Lanariaceae
Orchidaceae - orkidéer
Tecophilaeaceae - chilekrokusväxter
Xanthorrhoeaceae - grästrädsväxter
[+Asphodelaceae] - afodillväxter
[+Hemerocallidaceae] - dagliljeväxter
Xeronemataceae

##### Dioscoreales
Burmanniaceae
Dioscoreaceae - jamsväxter
Nartheciaceae - myrliljeväxter

##### Liliales
Alstroemeriaceae - alströmeriaväxter
Campynemataceae
Colchicaceae - tidlöseväxter
Corsiaceae
Liliaceae - liljeväxter
Luzuriagaceae
Melanthiaceae - nysrotsväxter
Philesiaceae - klätterliljeväxter
Rhipogonaceae
Smilacaceae - smilaxväxter

##### Pandanales
Cyclanthaceae - panamapalmer
Pandanaceae - skruvpalmer
Stemonaceae
Triuridaceae
Velloziaceae

#### Commelinider
Dasypogonaceae

##### Arecales
Arecaceae - palmer

##### Commelinales
Commelinaceae - himmelsblommeväxter
Haemodoraceae - kängurutassväxter
Hanguanaceae
Philydraceae
Pontederiaceae - vattenhyacintväxter

##### Poales
Anarthriaceae
Bromeliaceae - ananasväxter
Centrolepidaceae
Cyperaceae - halvgräs
Ecdeiocoleaceae
Eriocaulaceae - ullknappsväxter
Flagellariaceae
Hydatellaceae
Joinvilleaceae
Juncaceae - tågväxter
Mayacaceae - mayakaväxter
Poaceae - gräs
Rapateaceae
Restionaceae
Sparganiaceae
Thurniaceae
Typhaceae - kaveldunsväxter
Xyridaceae

##### Zingiberales
Cannaceae - kannaväxter
Costaceae
Heliconiaceae - hummerkloväxter
Lowiaceae
Marantaceae - strimbladsväxter
Musaceae - bananväxter
Strelitziaceae - papegojblomsväxter
Zingiberaceae - ingefärsväxter

### TRIKOLPATER(Eudicotyledonae, Eudicoter)
Buxaceae - buxbomsväxter
[+Didymelaceae]
Sabiaceae
Trochodendraceae - hjulträdsväxter
[+Tetracentraceae]

#### Proteales
Nelumbonaceae - lotusväxter
Proteaceae - proteaväxter
[+Platanaceae] - platanväxter

##### Ranunculales
Berberidaceae - berberisväxter
Circaeasteraceae
[+Kingdoniaceae]
Eupteleaceae
Lardizabalaceae - narrbuskeväxter
Menispermaceae - månfrörankeväxter
Papaveraceae - vallmoväxter
[+Fumariaceae] - jordröksväxter
[+Pteridophyllaceae]
Ranunculaceae - ranunkelväxter

#### TrikolpaterRot (Roteudicoter)
Aextoxicaceae
Berberidopsidaceae

##### Gunnerales
Gunneraceae - gunneraväxter
[+Myrothamnaceae]

##### Caryophyllales
Achatocarpaceae
Aizoaceae - isörtsväxter
Amaranthaceae - amarantväxter
Ancistrocladaceae
Asteropeiaceae
Barbeuiaceae
Basellaceae - malabarspenatväxter
Cactaceae - kaktusar
Caryophyllaceae - nejlikväxter
Didiereaceae - didiereaväxter
Dioncophyllaceae
Droseraceae - sileshårsväxter
Drosophyllaceae
Frankeniaceae - frankeniaväxter
Gisekiaceae
Halophytaceae
Molluginaceae - kransörtsväxter
Nepenthaceae - kannrankeväxter
Nyctaginaceae - underblommeväxter
Physenaceae
Phytolaccaceae - kermesbärsväxter
Plumbaginaceae - triftväxter
Polygonaceae - slideväxter
Portulacaceae - portlakväxter
Rhabdodendraceae
Sarcobataceae
Simmondsiaceae - jojobaväxter
Stegnospermataceae
Tamaricaceae - tamariskväxter

##### Dilleniales
Dilleniaceae - Hibbertiaväxter

##### Santalales
Loranthaceae - praktmistelväxter
Misodendraceae
Olacaceae
Opiliaceae
Santalaceae - sandelträdsväxter
Schoepfiaceae

##### Saxifragales
Altingiaceae
Aphanopetalaceae
Cercidiphyllaceae - katsuraväxter
Crassulaceae - fetbladsväxter
Daphniphyllaceae
Grossulariaceae - ripsväxter
Haloragaceae - slingeväxter
[+Penthoraceae]
[+Tetracarpaeaceae]
Hamamelidaceae - trollhasselväxter
Iteaceae - iteaväxter
[+Pterostemonaceae]
Paeoniaceae - pionväxter
Peridiscaceae
Saxifragaceae - stenbräckeväxter

#### Rosider
Aphloiaceae
Geissolomataceae
Ixerbaceae
Picramniaceae
Strasburgeriaceae

##### Crossosomatales
Crossosomataceae
Stachyuraceae
Staphyleaceae - pimpernötsväxter

##### Geraniales
Geraniaceae - näveväxter
[+Hypseocharitaceae]
Ledocarpaceae
Melianthaceae
[+Francoaceae]
Vivianiaceae

##### Myrtales
Alzateaceae
Combretaceae - tropikmandelväxter
Crypteroniaceae
Heteropyxidaceae
Lythraceae - fackelblomsväxter
Melastomataceae - medinillaväxter
[+Memecylaceae]
Myrtaceae - myrtenväxter
Oliniaceae
Onagraceae - dunörtsväxter
Penaeaceae
Psiloxylaceae
Rhynchocalycaceae
Vochysiaceae

##### Vitales
Vitaceae - vinrankeväxter

#### Eurosider I
Zygophyllaceae - pockenholtsväxter
[+Krameriaceae] - ratanhiaväxter
Huaceae

##### Celastrales
Celastraceae - benvedsväxter
Lepidobotryaceae
Parnassiaceae - slåtterblommeväxter
[+Lepuropetalaceae]

##### Cucurbitales
Anisophylleaceae
Begoniaceae - begoniaväxter
Coriariaceae - garvarbuskeväxter
Corynocarpaceae - karakaträdväxter
Cucurbitaceae - gurkväxter
Datiscaceae - datiskaväxter
Tetramelaceae

##### Fabales
Fabaceae - ärtväxter
Polygalaceae - jungfrulinsväxter
Quillajaceae - kvillajaväxter
Surianaceae

##### Fagales
Betulaceae - björkväxter
Casuarinaceae - kasuarinaväxter
Fagaceae - bokväxter
Juglandaceae - valnötsväxter
[+Rhoipteleaceae]
Myricaceae - porsväxter
Nothofagaceae - sydboksväxter
Ticodendraceae

##### Malpighiales
Achariaceae
Balanopaceae
Bonnetiaceae
Caryocaraceae - sovarinnötsväxter
Chrysobalanaceae - icacoväxter
[+Dichapetalaceae]
[+Euphroniaceae]
[+Trigoniaceae]
Clusiaceae - clusiaväxter
Ctenolophonaceae
Elatinaceae -  slamkrypeväxter
Euphorbiaceae - törelväxter
Goupiaceae
Humiriaceae
Hypericaceae - johannesörtsväxter
Irvingiaceae
Ixonanthaceae
Lacistemataceae
Linaceae - linväxter
Lophopyxidaceae
Malpighiaceae - malpigiaväxter
Ochnaceae - mussepiggbuskeväxter
[+Medusagynaceae]
[+Quiinaceae]
Pandaceae
Passifloraceae - passionsblommeväxter
[+Malesherbiaceae]
[+Turneraceae] - damianaväxter
Phyllanthaceae
Picrodendraceae
Podostemaceae
Putranjivaceae
Rhizophoraceae - mangroveväxter
[+Erythroxylaceae] - kokaväxter
Salicaceae - videväxter
Violaceae - violväxter

##### Oxalidales
Brunelliaceae
Cephalotaceae - säckfälleväxter
Connaraceae
Cunoniaceae - skedträdsväxter
Elaeocarpaceae - ceylonolivväxter
Oxalidaceae - harsyreväxter

##### Rosales
Barbeyaceae
Cannabaceae - hampväxter
Dirachmaceae
Elaeagnaceae - havtornsväxter
Moraceae - mullbärsväxter
Rhamnaceae - brakvedsväxter
Rosaceae - rosväxter
Ulmaceae  - almväxter
Urticaceae - nässelväxter

#### Eurosider II
Tapisciaceae

##### Brassicales
Akaniaceae
[+Bretschneideraceae]
Bataceae
Brassicaceae - korsblommiga växter
Caricaceae - papajaväxter
Emblingiaceae
Gyrostemonaceae
Koeberliniaceae
Limnanthaceae - sumpörtsväxter
Moringaceae - pepparrotsträdsväxter
Pentadiplandraceae
Resedaceae - resedaväxter
Salvadoraceae
Setchellanthaceae
Tovariaceae
Tropaeolaceae - krasseväxter

##### Malvales
Bixaceae - annattoväxter
[+Diegodendraceae]
[+Cochlospermaceae]
Cistaceae - solvändeväxter
Dipterocarpaceae - dipterokarpväxter
Malvaceae - malvaväxter
Muntingiaceae
Neuradaceae
Sarcolaenaceae
Sphaerosepalaceae
Thymelaeaceae - tibastväxter

##### Sapindales
Anacardiaceae - sumakväxter
Biebersteiniaceae
Burseraceae
Kirkiaceae
Meliaceae - mahognyväxter
Nitrariaceae
[+Peganaceae]
[+Tetradiclidaceae]
Rutaceae - vinruteväxter
Sapindaceae - kinesträdsväxter
Simaroubaceae - bittervedsväxter

#### Asterider

##### Cornales
Cornaceae - kornellväxter
[+Nyssaceae] - nyssaväxter
Curtisiaceae
Grubbiaceae
Hydrangeaceae - hortensiaväxter
Hydrostachyaceae
Loasaceae - brännreveväxter

##### Ericales
Actinidiaceae - aktinidiaväxter
Balsaminaceae - balsaminväxter
Clethraceae - konvaljbuskeväxter
Cyrillaceae
Diapensiaceae - fjällgröneväxter
Ebenaceae - ebenholtsväxter
Ericaceae - ljungväxter
Fouquieriaceae - ocotilloväxter
Lecythidaceae - paranötsväxter
Maesaceae
Marcgraviaceae
Myrsinaceae - ardisiaväxter
Pentaphylacaceae
[+Ternstroemiaceae]
[+Sladeniaceae]
Polemoniaceae - blågullsväxter
Primulaceae - viveväxter
Roridulaceae
Sapotaceae - sapotillväxter
Sarraceniaceae - flugtrumpetväxter
Styracaceae - storaxväxter
Symplocaceae
Tetrameristaceae
[+Pellicieraceae]
Theaceae - teväxter
Theophrastaceae - teofrastaväxter

#### Euasterider I
Boraginaceae - strävbladiga växter
Icacinaceae
Oncothecaceae
Vahliaceae

##### Garryales
Eucommiaceae - eukommiaväxter
Garryaceae - garryaväxter

##### Gentianales
Apocynaceae - oleanderväxter
Gelsemiaceae - giftjasminsväxter
Gentianaceae - gentianaväxter
Loganiaceae - kräknötsväxter
Rubiaceae - måreväxter

##### Lamiales
Acanthaceae - akantusväxter
Bignoniaceae - katalpaväxter
Byblidaceae - byblisväxter
Calceolariaceae - toffelblomsväxter
Carlemanniaceae
Gesneriaceae - gloxiniaväxter
Lamiaceae - kransblommiga växter
Lentibulariaceae - tätörtsväxter
Martyniaceae - elefantsnabelväxter
Oleaceae - syrenväxter
Orobanchaceae - snyltrotsväxter
Paulowniaceae - kejsarträdsväxter
Pedaliaceae - sesamväxter
Phrymaceae - gyckelblomsväxter
Plantaginaceae - grobladsväxter
Plocospermataceae
Schlegeliaceae
Scrophulariaceae - lejongapsväxter
Stilbaceae
Tetrachondraceae
Verbenaceae - verbenaväxter

##### Solanales
Convolvulaceae - vindeväxter
Hydroleaceae
Montiniaceae
Solanaceae - potatisväxter
Sphenocleaceae

#### Euasterider II
Bruniaceae - bruniaväxter
Columelliaceae
[+Desfontainiaceae]
Eremosynaceae
Escalloniaceae - escalloniaväxter
Paracryphiaceae
Polyosmaceae
Sphenostemonaceae
Tribelaceae

##### Apiales
Apiaceae - flockblommiga växter
Araliaceae - araliaväxter
Aralidiaceae
Griseliniaceae
Mackinlayaceae
Melanophyllaceae
Myodocarpaceae
Pennantiaceae
Pittosporaceae - glansbuskeväxter
Torricelliaceae

##### Aquifoliales
Aquifoliaceae - järneksväxter
Cardiopteridaceae
Helwingiaceae
Phyllonomaceae
Stemonuraceae

##### Asterales
Alseuosmiaceae
Argophyllaceae
Asteraceae - korgblommiga växter
Calyceraceae - calyceraväxter
Campanulaceae - klockväxter
[+Lobeliaceae]
Goodeniaceae - femtungeväxter
Menyanthaceae - vattenklöverväxter
Pentaphragmataceae
Phellinaceae
Rousseaceae
Stylidiaceae
[+Donatiaceae]

##### Dipsacales
Adoxaceae - desmeknoppsväxter
Caprifoliaceae - kaprifolväxter
[+Diervillaceae] - getrisväxter
[+Dipsacaceae] - väddväxter
[+Linnaeaceae] - linneaväxter
[+Morinaceae] - morinaväxter
[+Valerianaceae] - vänderotsväxter

### Obestämd placering
Balanophoraceae
Cynomoriaceae
Cytinaceae
Dipentodontaceae
Hoplestigmataceae
Medusandraceae
Metteniusaceae
Mitrastemonaceae
Pottingeriaceae
Rafflesiaceae

## Barrväxter(Coniferophyta)

### Pinales
Araucariaceae - araukariaväxter
Cephalotaxaceae - druvidegransväxter
Cupressaceae - cypressväxter
Pinaceae - tallväxter
Podocarpaceae - podokarpväxter
Sciadopityaceae - solfjädertallväxter
Taxaceae - idegransväxter

## Ormbunksväxter(Pteridophyta)
Se ormbunksväxter